# 조지 오브 정글
《조지 오브 정글》(영어: George of the Jungle)은 미국에서 제작된 샘 와이스먼 감독의 1997년 코미디 영화이다. 브렌던 프레이저 등이 출연하였고, 존 애브넷 등이 제작에 참여하였다.
2003년 속편 《조지 오브 정글 2》가 공개되었다.

## 줄거리
조지는 비행기 추락 사고로 유아 때부터 부룬디 밀림에서 인간의 말을 하는 총명한 고릴라 에이프 밑에서 자란다. 이곳을 찾은 부유한 샌프란시스코 탐험가 어설라가 사자에게 쫓기자 약혼자 라일은 혼자 도망쳐버린다. 어른이 된 조지는 사자로부터 어설라를 구하면서 오랜만에 인간을 접하고, 어설라에게 반하고 만다. 어설라는 라일이 실수로 쏜 총에 맞은 조지를 치료하기 위해 그를 샌프란시스코에 데려간다. 그러나 밀렵꾼들이 에이프를 포획했다는 걸 알게 된 조지는 다시 부룬디로 떠나고, 자신이 조지를 사랑하게 됐다는 걸 깨달은 어설라가 그 뒤를 따라간다.

## 출연진
- 브렌던 프레이저 - 조지 역
- 레슬리 맨 - 어설라 스탠호프 역
- 토머스 헤이든 처치 - 라일 밴더그루트 역
- 리처드 라운트리 - 콰메이 역
- 그레그 크러트웰 - 맥스 역
- 에이브러햄 벤루비 - 토어 역
- 홀랜드 테일러 - 비어트리스 스탠호프 역
- 켈리 밀러 - 베치 역
- 존 베넷 페리 - 아서 스탠호프 역
- 마이클 치냐무린디 - 은두고 역
- 윌리 브라운 - 윌리 L. 브라운 주니어 샌프란시스코 시장 역
- 서맨사 해리스 - 어설라의 친구 역
- 스펜서 개릿 - 파티 손님 역
- 크리스털 더 멍키 - 원숭이 역
- 존 클리즈 - 에이프 역 (목소리)
- 니컬러스 카디 - 에이프 역 (몸)
- 리프 틸든 - 고릴라 역
- 키스 스콧 - 해설

## 기타 제작진
- 공동 제작: 루 아코프
- 협력 제작: 테리 오스틴, 폴라 M. 엔더라
- 미술: 스티븐 마시
- 의상: 리사 젠슨

## 우리말 녹음
KBS 성우진 (2001년 6월 23일)
- 구자형 - 조지(브렌던 프레이저)
- 임은정 - 어설라(레슬리 맨)
- 김환진 - 라일(토머스 헤이든 처치)
- 탁원제 - 에이프(존 클리즈)
- 이선영 - 어설라의 어머니(홀랜드 테일러)
- 유해무 - 해설(키스 스콧)
- 한상덕
- 김새영
- 윤병화
- 성창수
- 김태웅
- 김순영
- 은미